# 喬治·佩拉斯卡

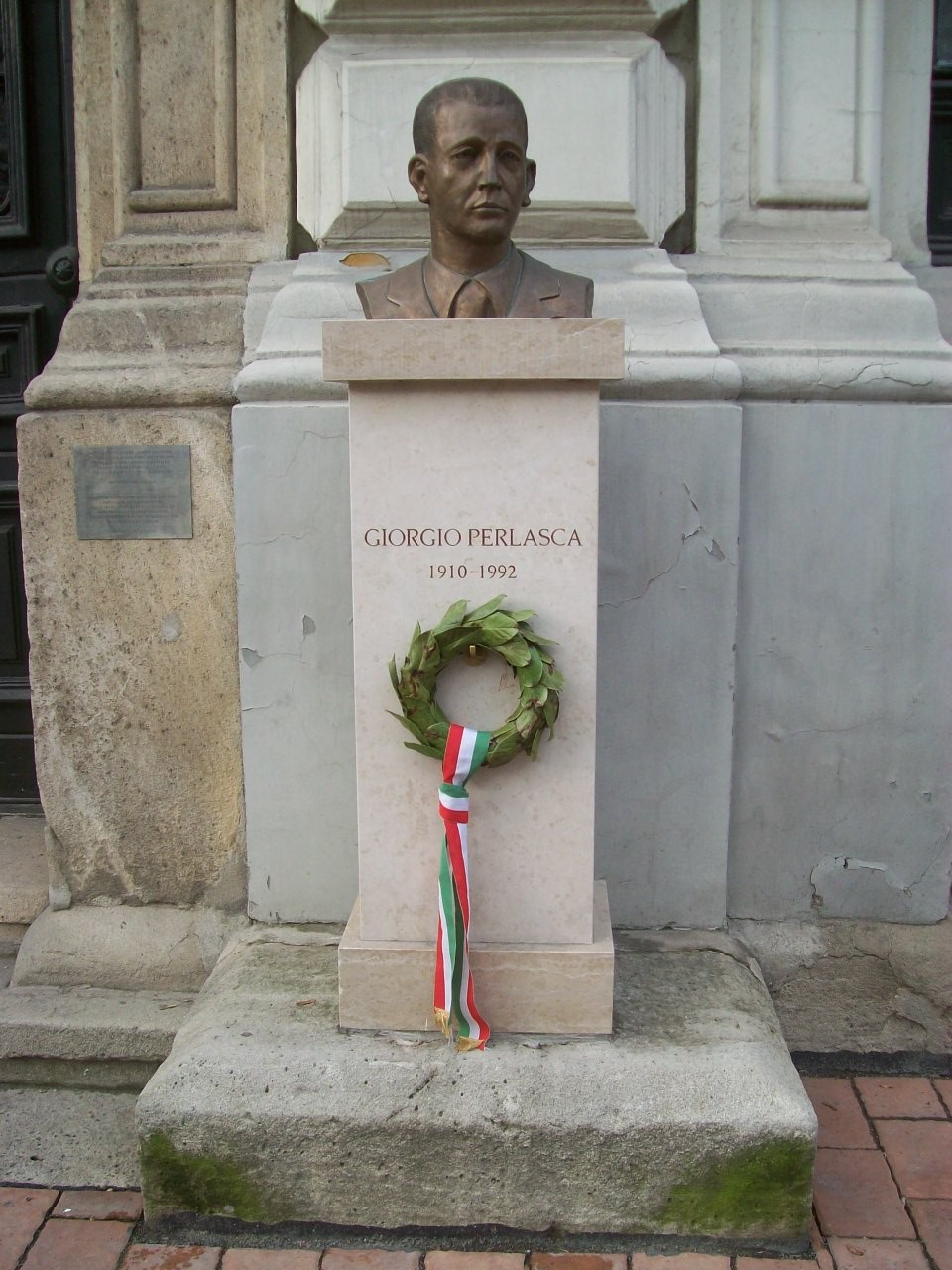
在布達佩斯的佩拉斯卡銅像

喬治·佩拉斯卡（Giorgio Perlasca，1910年1月31日—1992年8月15日），於1944年冬天假冒成為西班牙駐匈牙利领事的意大利人，在納粹德國統治下拯救了5,218名猶太人。

## 早年
佩拉斯卡生於意大利科莫，在1920年代成為法西斯主義的支持者，參加過第二次義大利衣索比亞戰爭和西班牙內戰，並獲得弗朗西斯科·佛朗哥頒發的感謝親筆信。後來他漸漸反對法西斯主義，尤其是意大利與納粹德國結盟及反猶太主義。

## 第二次世界大戰
在第二次世界大戰初期，佩拉斯卡在巴爾幹替意大利軍隊的採購供應部工作。後來他被委派為意大利代表，前往東歐為採購肉品以供應在東方戰線的意大利軍。1943年9月8日，意大利向盟軍投降。意大利人需要選擇投靠墨索里尼新成立的義大利社會共和國或意大利國王一方的盟軍，而佩拉斯卡選擇了後者。佩拉斯卡在布達佩斯被捕並囚禁在一座城堡裡。數月後，他利用醫療通行證使他能前往西班牙領事館尋求政治庇護。由於他曾為西班牙作戰，因此成功得到庇護，並成為大使館的員工，使用西班牙名豪爾赫（Jorge）。领事赫爾·薩恩斯·布利茲和其它外交官則致力協助猶太人逃離匈牙利。這些猶太人居住在外交特權保護下的庇護屋。由於西班牙在大戰保持中立，這使佩拉斯卡成為自由人，能自由穿越布達佩斯。
1944年布利茲被安排撤回到瑞士時，他邀請佩拉斯卡與他一起，這使佩拉斯卡的性命得到保障，但佩拉斯卡選擇留守匈牙利。布利茲離去後，匈牙利政府立即佔領大使館和庇護屋。佩拉斯卡在危急關頭下聲稱布利茲回是短暫休假，並任命他為署理領事。在這冬天，他忙於躲避、為猶太人庇護和尋求食物。
1944年12月，西班牙保护的犹太人庇护所被袭击，佩拉斯卡为了拯救兩名儿童而与在場的德国党卫队中校争吵，对方直接拔枪，當時瑞典外交官拉烏爾·瓦倫貝格也在场，他制止了那个中校，之后他告诉佩拉斯卡对方正是阿道夫·艾希曼。在1944年12月1日至1945年1月15日期間，佩拉斯卡拯救了超過5000名猶太人，是奧斯卡·辛德勒的四倍。
戰爭結束後，佩拉斯卡返回意大利，但沒有把這些經歷告訴任何人，包括他的親人。直至1987年，一群被他所救的猶太人發現了他，這一事件才公諸於世。1992年8月15日，佩拉斯卡因心臟病死于意大利帕多瓦的家中。他的事蹟被拍攝為電影《驚劫重生》（Perlasca, un Eroe Italiano，意為佩拉斯卡，一位意大利英雄）。

## 獎章
- 以色列荣誉公民，以色列猶太大屠殺紀念館，1987[1]
- 議會獎章（以色列國會）－耶路撒冷，1989年
- 優異之星－匈牙利，1989年
- 帕多瓦鎮印章－帕多瓦，1989年
- 猶太人大屠殺紀念館的獎章－美國，1990年[1]
- 共和國大官－意大利，1990年
- 拉烏爾·瓦倫貝格獎章－美國，1990年
- 天主教伊莎貝拉勳章（英语：Order of Isabella the Catholic）－西班牙，1990年
- 黃金公務員英勇獎章－意大利，1992年[5]

### 地方
- 瓦倫貝里紀念花園內
- 喬治·佩拉斯卡商業及飲食職業技術學校

### 電影
- 驚劫重生（Perlasca, un Eroe Italiano，2002）
- 布達佩斯的天使（El ángel de Budapest，2011）